# Elektrownia Jaworzno

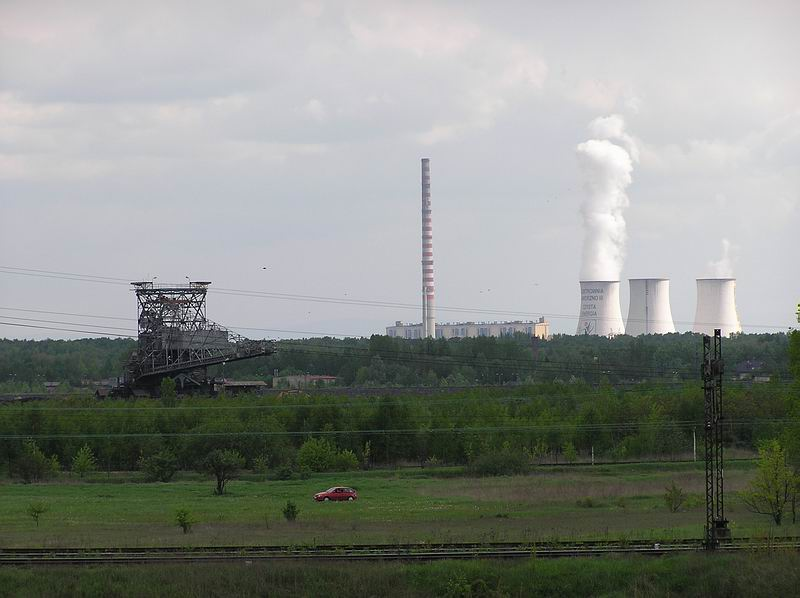
Elektrownia Jaworzno III

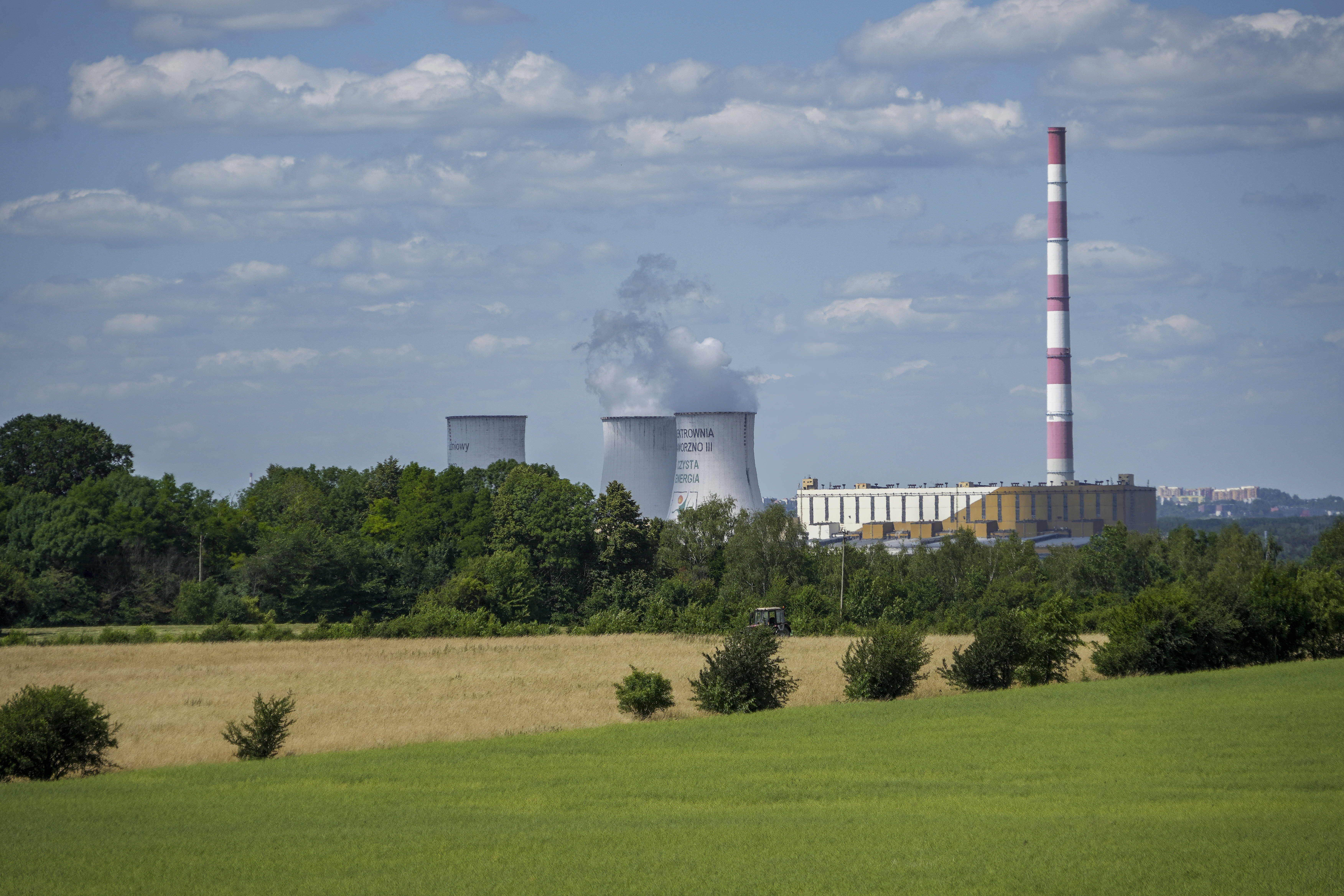
Elektrownia Jaworzno III

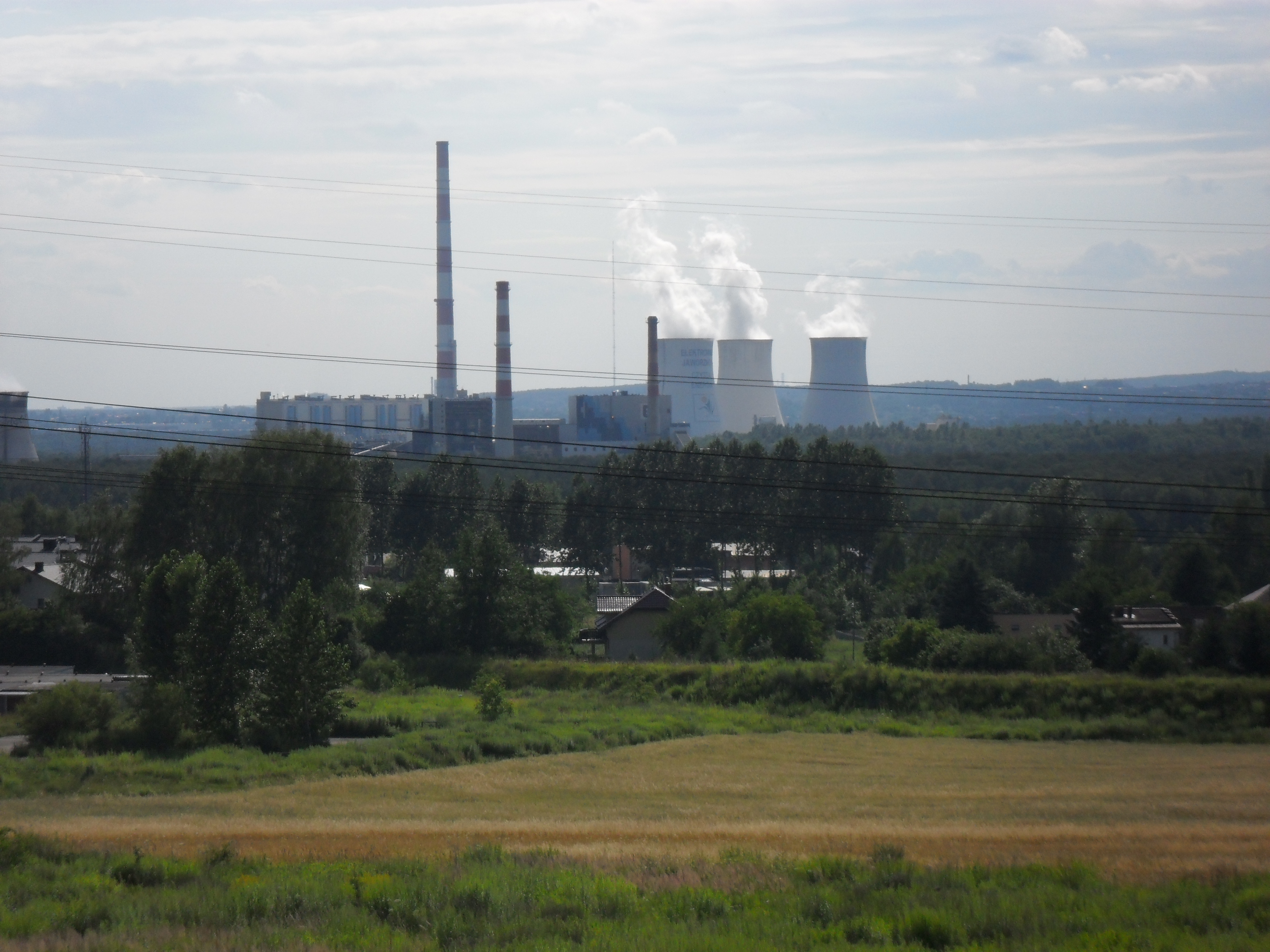
Elektrownia Jaworzno III - widok z osiedla Gigant

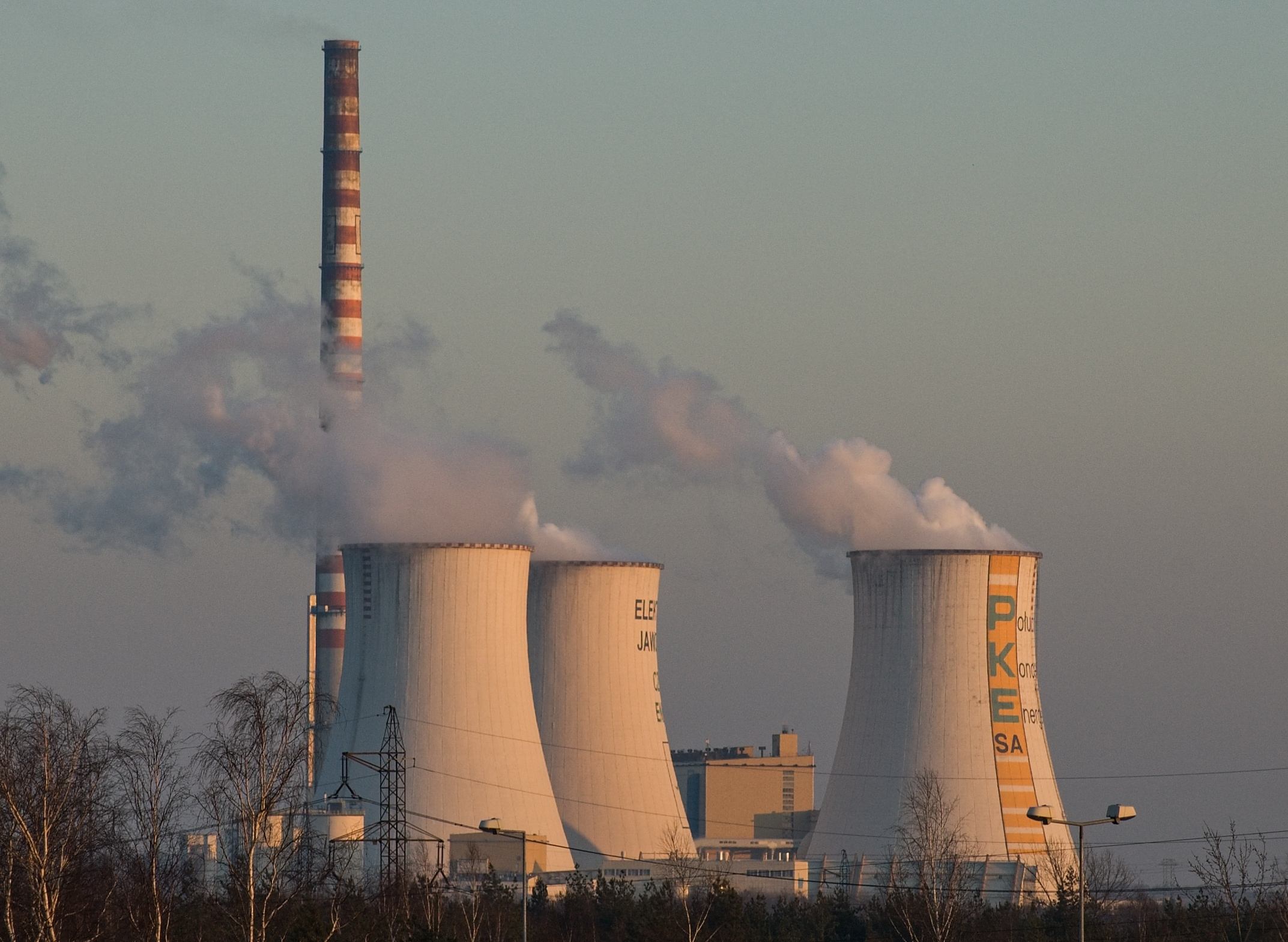
Elektrownia Jaworzno III

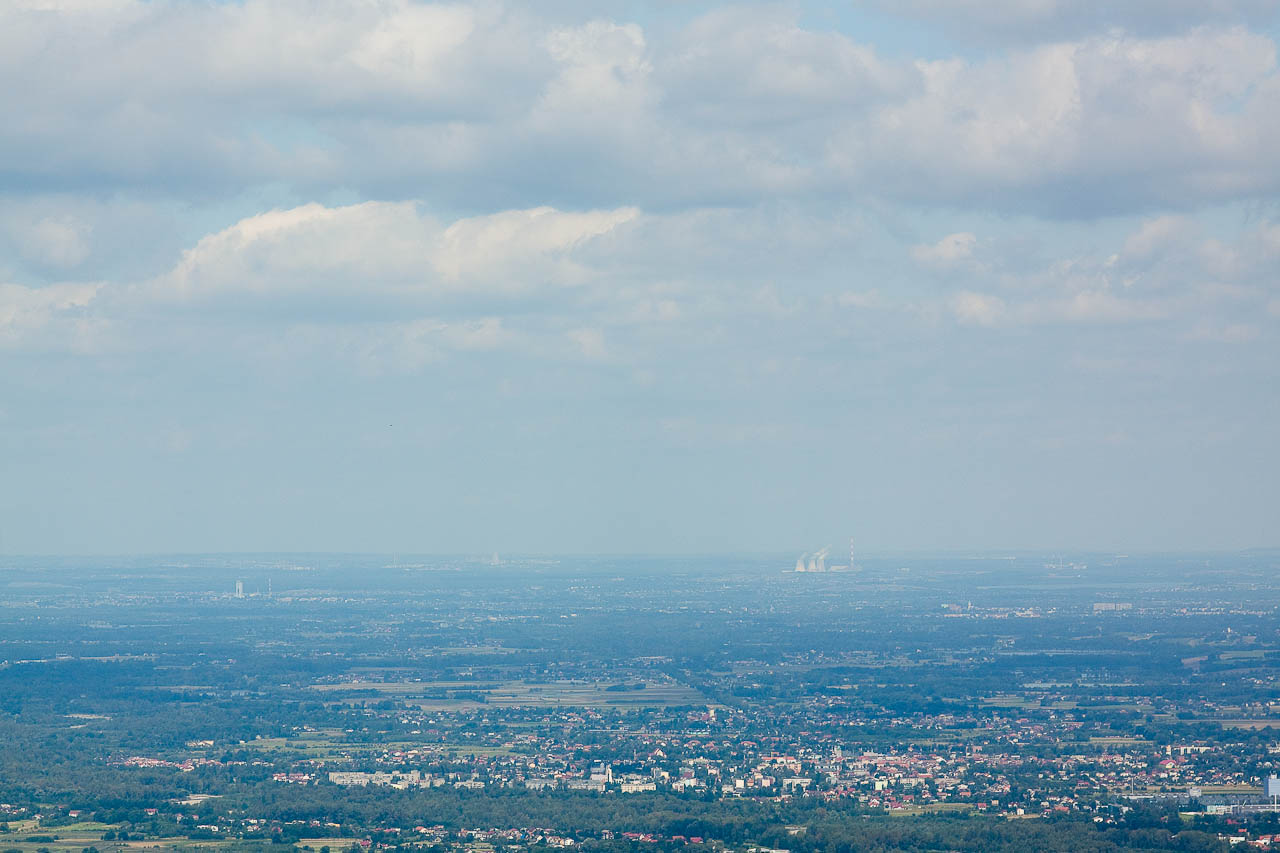
Widok z góry Żar – na horyzoncie Elektrownia Jaworzno III

Elektrownia Jaworzno – elektrownia węglowa firmy Tauron (Tauron Wytwarzanie S.A. Oddział Elektrownia Jaworzno) znajdująca się w Jaworznie na terenie Jaworznicko-Chrzanowskiego Okręgu Przemysłowego (Zagłębie Krakowskie), w województwie śląskim.

## Rozwój
Początki energetyki w Jaworznie to 1898, gdy przy szybie „Rudolf” Jaworznickiego Gwarectwa zainstalowano dwa agregaty prądu stałego o łącznej mocy 320 kW do oświetlenia kopalni i domów. W 1903 przy szybie „Fryderyk August” (obecnie „Piłsudski”) w obrębie budynków późniejszej Elektrowni Jaworzno, wybudowano nową kotłownię z dwoma kotłami walczakowymi oraz zainstalowano turbozespół o mocy 800 kW. W wyniku modernizacji do 1921 elektrownia osiągnęła moc 7620 kW, co pozwoliło na dostarczanie energii w obrębie Jaworzna i okolicy. Do 1938 łączna moc elektrowni wynosiła 39,12 MW.

### Jaworzno I
W latach 1948–1952 wybudowano nową kotłownię, zainstalowano dwa nowe turbozespoły, a elektrownia osiągnęła moc 110,3 MW. 1 stycznia 1953 pierwsza jaworznicka elektrownia – pod nazwą Elektrownia Jaworzno włączona została do systemu energetycznego kraju. Po drugim etapie modernizacji elektrownia osiągnęła w 1959 moc 157,9 MW. Zakład już nie istnieje.

### Jaworzno II
W roku 1949 rozpoczęto budowę elektrowni Jaworzno II. 19 lipca 1953 uruchomiono dwa pierwsze bloki Elektrowni Jaworzno II. W 1955 elektrownia osiągnęła moc 300 MW, a po rozbudowie o siódmy turbozespół w 1962 do 350 MW. 
Elektrownia II obejmuje teren 90ha a na nim maszynownia, warsztaty serwisowe, budynki administracyjne, oddziału nawęglania, gospodarki wodnej oraz chłodnie kominowe. Elektrownia posiada kocioł pyłowy PK-10p w układzie blokowym wraz z turbozespołem ciepłowniczo-kondensacyjnym 10 CK-60. Spalanie wewnątrz kotła odbywa się w niskotemperaturowym wirze. W zmodernizowanej części znajdują się dwa kotły fluidalne pracujące, w układzie blokowym z turbinami jak wyżej. 
Produkują one energię cieplną i elektryczną. W elektrowni tej spala się węgiel w sposób ekologiczny, mianowicie jako sorbent dodawany jest kamień wapienny, co znacznie pomniejsza produkcję dwutlenku siarki. Dodatkowo zmniejszona temperatura spalania w kotle – 850 °C oraz proces etapowego spalania obniża produkcję tlenków azotu. Do instalacji kotłów fluidyzacyjnych dołączono stację podawczą mułu. Muły zamiast być odpadem zaczęły być spalane w kotłach, co polepszyło stan środowiska oraz pozytywnie wpłynęło na ekonomię produkcji energii. W miejsce starych kotłów Nowy, fluidalny kocioł OZE na biomasę ze złożem cyrkulacyjnym zbudowany jest na miejscu starych kotłów, usuniętych z użytku.
W 1972 utworzono Zespół Elektrowni Jaworzno z Elektrowni Jaworzno (jako Elektrownia Jaworzno I) i Elektrowni Jaworzno II.

### Jaworzno III
W 1969 opracowano projekt wstępny budowy elektrowni cieplnej o mocy docelowej 1000–2000 MW. Budowę rozpoczęto w 1972, a pierwszy blok o mocy 200 MW w 1977. Budowę elektrowni o nazwie Elektrownia Jaworzno III zakończono w 1979 i osiągnięto moc 1200 MW.
W grudniu 1995 powstaje jednoosobowa spółka Skarbu Państwa pod nazwą Elektrownia Jaworzno III Spółka Akcyjna, w której skład weszły:
- Elektrownia Jaworzno III
- Zespół Elektrowni Jaworzno.

W latach 1995–1998 wszystkie sześć bloków Elektrowni Jaworzno III wyposażono w systemy niskiej emisji tlenków azotu (NOx). Po modernizacji Elektrowni Jaworzno II i wymianie 3 starych kotłów na 2 kotły fluidalne, włączeniu do eksploatacji 2 turbozespołów ciepłowniczo-kondensacyjnych oraz budowie magistrali ciepłowniczej, Elektrownia Jaworzno I została zamknięta.
W listopadzie 1998 r. powołano do życia spółkę Zakład Górniczo-Energetyczny „Sobieski Jaworzno III” z większościowym udziałem Elektrowni Jaworzno III, obecnie w grupie kapitałowej PKE S.A.
Elektrownia składa się obecnie z dwóch zakładów:
- Elektrownia II
- Elektrownia III

Elektrownia II składa się z:
- 1 kotła pyłowego PK-10p produkującego energię cieplną w układzie blokowym, zasilającym 1 turbozespół ciepłowniczo-kondensacyjny 10 CK-60 oraz
- 2 kotłów fluidalnych CFB 260 pracujących z 2 turbinami ciepłowniczo-kondensacyjnymi (13CK-70).

Elektrownia III składa się z:
- 6 bloków energetycznych o łącznej mocy zainstalowanej elektrycznej 1345 MW i mocy cieplnej (użytkowej) 321 MW.

Elektrownia Jaworzno III posiada najwyższy komin w Polsce, ma on 306 m wysokości. Całość spalin prowadzona jest przez system odsiarczania spalin, może być emitowana z pominięciem komina, poprzez chłodnie kominowe.
Elektrownia III zajmuje nieco mniejszą powierzchnię 85 hektarów wraz z budynkami pomocniczymi. Na jej terenie ulokowana jest oczyszczalnia ścieków – na rzece Przemsza, zbudowana do celów zakładowych, składowisko gipsu oraz odpadów paleniskowych. Jest to elektrownia zawodowa produkująca zarówno energię elektryczną, jak i cieplną. Posiada trzy węzły instalacji odsiarczania spalin (IOS). Spaliny po przejściu przez IOS są uwalniane do atmosfery przez chłodnie kominowe, przez co komin został całkowicie wyłączony z użytku. Wyklarowana woda kierowana jest do hydroobiegu. Żużel z odzysku przekazuje się do dalszego gospodarowania. W elektrowni znajduje się również system suchego usuwania popiołu lotnego z bloków energetycznych. Produkt ten opatrzony jest znakiem i jest sprzedawany do celów betoniarskich, cementowych. itd. Pozostały popiół używany jest w przemyśle górniczym.
Aby spełnić wymogi środowiskowe Elektrownia III spala w kotle biomasę (drewno). Objętość biomasy w Elektrowni III to 10% w stosunku do objętości węgla. Odsiarczania spalin odbywa się przy pomocy mokrej metody wapiennej. Skuteczność odsiarczania wynosi ponad 95% przy wydajności 2 mln Nm3/h. Używanym absorbentem jest mączka wykonana z kamienia wapiennego, a gotowym produktem – gips.
Usuwanie tlenków azotu NOx Elektrowni III odbywa się na początku za pomocą metody pierwotnej przy zawartości O2 w wysokości 6% (w tym przypadku obniżenie następuje do wartości 380 mg/Nm3) a następnie za pomocą selektywnej, niekatalitycznej redukcji SNCR do poziomu 200 mg/Nm3. Układ zainstalowany w kotłach OP-650 składa się z:
- niskoemisyjnych palników typu NR3 z odchylaniem,
- dwustopniowych dysz OFA,
- systemu wtrysku zagęszczonego reagenta RRI,
- układu ochrony ścian bocznych i tylnej kotła przed korozją.

Palnik niskoemisyjny HT-NR3 produkuje płomień wysokotemperaturowy o działaniu redukcyjnym tuż przy końcówce dyszy. Powietrze spalania rozróżnione jest na strumień wtórny i trzeci. Strumień powietrza trzeciego rozgraniczony jest za pomocą tulei od strefy spalania w celu ograniczenia emisji NOx za pomocą płomienia redukcyjnego. Strumienia powietrza trzeciego używa się również by dopalić koksik za strefą wtórnego spalania. Na kocioł przypadają 24 palniki. Spalanie stopniowane uzyskuje się przez zastosowanie powietrza ponadpalnikowego OFA (Overfire Air). Spalanie dwustrefowe stwarza wymóg wprowadzenia powietrza OFA powyżej strefy głównej spalania – nad najwyższym rzędem palników. System wtryskiwania mocznika do obszaru kotła, gdzie mieszanka paliwowa jest bogata, redukuje tlenki azotu – jest to metoda SNCR.
Odpylanie pyłów ze spalin odbywa się z pomocą elektrofiltrów wykorzystujących zjawisko elektrostatyczności do usuwania pyłu z gazów. Proces ten jest prowadzony między dwoma elektrodami, w przestrzeni, przez którą płynie strumień spalin. Spaliny wpływają do wlotu elektrofiltru elektrycznie obojętne, zatem by mogły zostać usunięte trzeba je naelektryzować. Ziarnom pyłu ładunek elektryczny nadaje się poprzez ładunki elektryczne na skutek wyładowania koronowego pod napięciem, za pomocą elektrod ulotowych. Elektrody ulotowe są ujemne, zatem ziarna pyłu są przyciągane przez elektrody odbierające – naładowane dodatnio. Jest to zjawisko elektroforezy. Pył osadzony na elektrodach zbierających jest następnie strącany i usuwany. Wszystkie kotły w Elektrowni II zaopatrzone są w elektrofiltry poziome, trzystrefowe, jednosekcyjne a ich skuteczność wynosi 99,95%. W Elektrowni III natomiast każdy z kotłów ma zainstalowane trzy urządzenia odpylające a ich średnia skuteczność wynosi 99,94%. Bardzo duża część pozostałego pyłu wychwytywana jest w IOS. I tak przykładowo w 2016 roku z odsiarczania wychwycono 281 ton pyłu czyli ok. 81,7%.

#### Blok 910

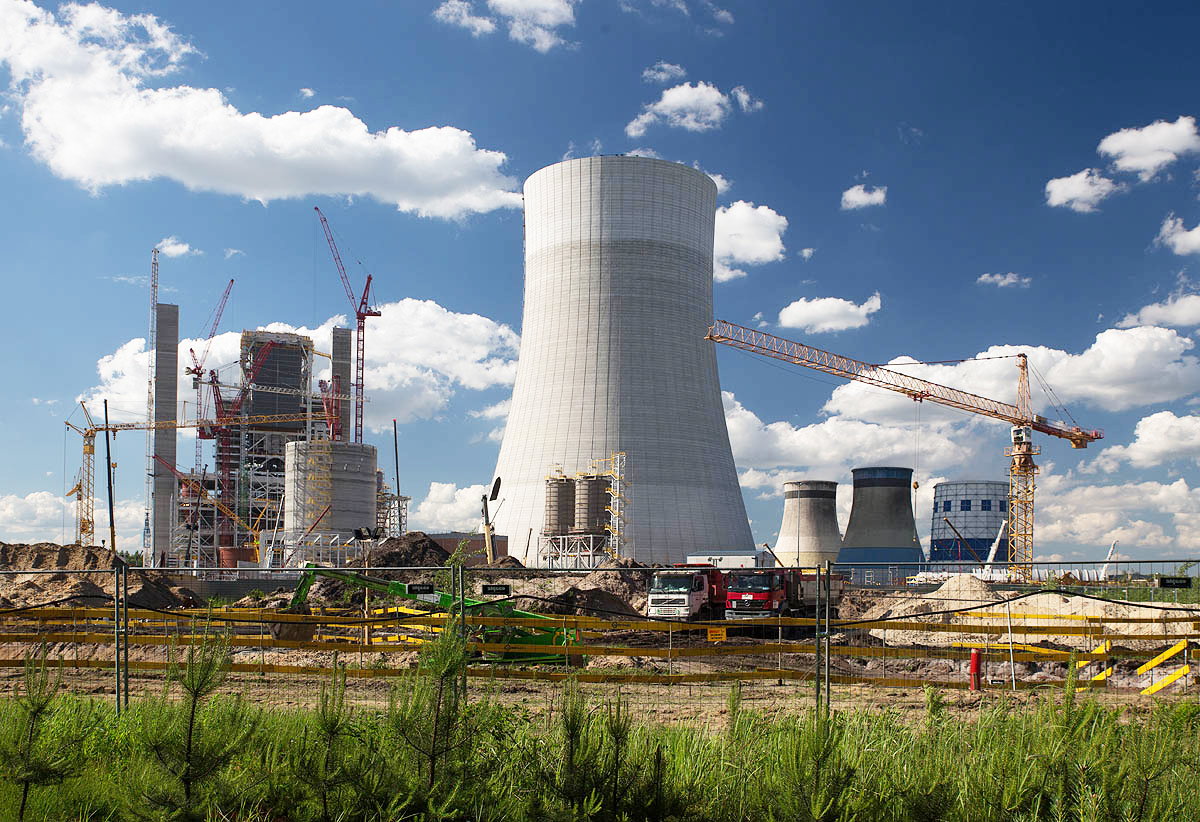
Budowa chłodni kominowej Bloku 910

W maju 2010 roku został ogłoszony przetarg na budowę nowego bloku węglowego Elektrowni Jaworzno III. Blok o mocy 843 MWe miał rocznie produkować ponad 4,7 miliona ton CO2 oraz spalał ponad 2,5–2,7 miliona ton węgla.
Wśród uczestników przetargu, którego najistotniejszym kryterium była cena (waga 74%), najlepszą ofertę cenową złożyło chińskie konsorcjum CNEEC/COVEC. Pomimo tego Tauron zdecydował się wybrać konsorcjum Rafako S.A. oraz Mostostal Warszawa S.A., które według porozumienia miałyby wybudować nowy blok za 5,41 miliarda złotych. Podpisanie umowy w tej sprawie zaplanowane jest na drugi kwartał 2013 roku. Jednakże CNEEC/COVEC oraz Hitachi Power Europe i SNC-Lavalin złożyły odwołania w związku z nieprawidłowościami w przetargu na budowę nowego bloku w Elektrowni Jaworzno III. Postępowania przed sądem są w toku. Obecnie Grupa Tauron nie dysponuje kapitałem własnym by pokryć koszty inwestycji. Możliwymi źródłami pozyskania funduszy na budowę nowego bloku są emisja obligacji oraz Program Inwestycje Polskie. „Źródło finansowania, które aktualnie wydaje się najbardziej prawdopodobne do wykorzystania, to emisja obligacji kierowanych do krajowych inwestorów finansowych, a następnie emisja euroobligacji. Jednak o tym, jaki rodzaj finansowania wykorzystamy, oraz w jakim momencie, zdecyduje opracowana strategia” – powiedział Krzysztof Zawadzki, wiceprezes zarządu ds. ekonomiczno-finansowych Tauronu.
W skład Elektrowni Jaworzno III w roku 2020 dołączył blok na parametry nadkrytyczne o mocy 910 MW, opalany węglem kamiennym. Sprawność netto bloku określana jest na 45,9%. Docelowo blok może zapewniać 4–5 procent zapotrzebowania na energię elektryczną w Polsce.
System spalania w komorze jest tangencjonalny, z usytuowanymi w narożnikach palnikami. Palniki te wyposażono w system pochylania dyszy. Dzięki temu można regulować wysokość na jakiej znajduje się jądro płomienia. Takie zastosowanie prowadzi do podwyższenia sprawności jednostki, z uwagi na zachowanie stałych parametrów pary, przy szerokim zakresie obciążeń i paliwa węglowego, przy jednoczesnym minimalnym użyciu wody wtryskowej w celu regulowania parametrów przegrzanej pary wtórnej. Do zmniejszenia emisji NOx dysze palników na różnych poziomach kotła będą podzielone na dysze od mieszanki pyłowo-powietrznej ubogiej i bogatej, co dodatkowo pozytywnie wpłynie na stabilność spalania przy małym obciążeniu kotła. Na ścianach paleniska zabudowane będą armatki wodne, by ograniczyć szlakowanie, a także zdmuchiwacze parowe oczyszczające wężownice ogrzewalnych powierzchni kotła. Całość powierzchni ogrzewalnych jest odwadnialna oraz przygotowane do długotrwałej eksploatacji. Podgrzewacz wody jest współ-, jak i przeciwprądowy. Instalacja powietrza oraz spalin posiadać będzie po dwa wentylatory podmuchu, wentylatory ciągu, elektrofiltry oraz podgrzewacze powietrza – zapewni to wysoką dyspozycyjność bloku. Rury w ekranach komory paleniskowej oraz leja zbudowane są w systemie spiralnym, między innymi dla zapewnienia większego chłodzenia. Komora paleniskowa i ściany ciągu konwekcyjnego wykonana została ze stali 13CrMo4-5 (T12). Spaliny po przejściu przez układ SCR będą przepływać przez system LUVO – obrotowych podgrzewaczy powietrza – w celu uniknięcia złego oddziaływania wysokiej temperatury kwaśnego punktu rosy. Do tworzenia pyłu węgla używane będzie 5 młynów misowo-rolkowych. Z uwagi na ustawę uchwaloną przez Sejm dnia 6 czerwca 2013 roku na temat podziemnego składowania CO2 na terenie Polski, wszystkie nowe bloki energetyczne dużej mocy muszą posiadać zabudowę pod system CCS, wykonane ma być przyłącze do takiego instalacji bloku (ang. CCS Ready).

## Zmiany własnościowe
Od 29 grudnia 2000 w składzie Południowego Koncernu Energetycznego S.A. (PKE). 9 maja 2007 roku wskutek połączenia przez Skarb Państwa Energetyki Południe S.A. z aktywami PKE i powstaniu Tauronu przeszła na jego własność.

## Wpływ na środowisko
Spalanie węgla jest jedną z najbardziej zanieczyszczających środowisko metod produkcji energii. Powoduje znaczne pogorszenie jakości powietrza poprzez emisje toksycznych substancji, takich jak między innymi SO2, NOx, drobnych i dużych pyłów (PM10 i PM2,5) oraz metali ciężkich takich jak np. rtęć i kadm. Dwutlenek węgla produkowany w wyniku spalania węgla stanowi największy składnik światowych emisji gazów cieplarnianych, a więc ma on wpływ na klimat regionu i całej planety. Wydobycie węgla powoduje poważne niedobory i zanieczyszczenie wody, poprzez ingerencję w przepływ wód gruntowych i podziemnych. Jednymi z najpoważniejszych drugoplanowych form zanieczyszczenia wynikającego ze spalania węgla jest zakwaszanie oceanów i kwaśne deszcze. Produkcja energii oparta na użyciu paliw węglowych jest odpowiedzialna za znaczną część światowych emisji dwutlenku węgla (CO2). Spośród paliw kopalnych, spalanie węgla powoduje największe emisje dwutlenku węgla (CO2) przypadające na jednostkę wyprodukowanej energii.

### Problem zanieczyszczenia powietrza
Poważnym problemem mieszkańców województwa śląskiego i Jaworzna w szczególności jest zła jakość powietrza. Transport, wydobycie węgla i jego spalanie mają negatywny wpływ na zdrowie mieszkańców. Są oni bardziej narażeni na choroby układu oddechowego, choroby sercowe oraz raka płuc.
Komisja Europejska 24.11.2011 r. pozwała Polskę do Europejskiego Trybunału Sprawiedliwości, zarzucając brak postępów we wdrażaniu dyrektywy 2008/50/WE Parlamentu Europejskiego i Rady z dnia 21 maja 2008 r. w sprawie jakości powietrza i czystszego powietrza dla Europy (CAFE), która powinna była zaimplementowana przez Polskę do 11.07.2010. Dyrektywa wymaga by poziom PM10 (większych cząstek) nie przekraczał 50 miligramów/m³ częściej niż 35 razy w roku. Jednakże poziom PM10 w Polskich miastach takich jak Jaworzno czy Rybnik przekracza dozwolony poziom znacznie częściej. Z raportów Światowej Organizacji Zdrowia (WHO) wynika, że długotrwałe narażenie na działanie pyłu zawieszonego PM2,5 skutkuje skróceniem średniej długości życia (krótkotrwała ekspozycja na wysokie stężenia pyłu PM2,5 powoduje wzrost liczby zgonów z powodu chorób układu oddechowego i krążenia oraz wzrost ryzyka nagłych przypadków wymagających hospitalizacji). Szacuje się, że życie przeciętnego mieszkańca Unii Europejskiej jest krótsze z tego powodu o ponad 8 miesięcy, a życie przeciętnego Polaka, w stosunku do mieszkańca UE, jest krótsze o kolejne 2 miesiące z uwagi na występujące w Polsce większe zanieczyszczenie pyłem aniżeli wynosi średnia dla krajów Unii.